# Eupithecia silenata
Eupithecia silenata is een vlinder uit de familie spanners (Geometridae). De wetenschappelijke naam is voor het eerst geldig gepubliceerd in 1848 door Assmann.
De soort komt voor in Europa.